# 電気主任技術者
電気主任技術者（でんきしゅにんぎじゅつしゃ）とは、事業用電気工作物の工事、維持及び運用に関する保安の監督をさせるため、設置者が電気事業法上置かねばならない電気保安のための責任者である。電気主任技術者の指名に際しては、事業場の規模により、第一種、第二種及び第三種電気主任技術者免状の保有者のうちから選出しなければならない。国家試験が「電気主任技術者試験」と称することから電験（でんけん）、あるいは区分呼称をつけて電験○種と略されることがある。

## 概要
電気事業法43条1項では、「事業用電気工作物を設置する者は、事業用電気工作物の工事、維持及び運用に関する保安の監督をさせるため、経済産業省令で定めるところにより、『主任技術者免状の交付を受けている者』のうちから、『主任技術者』を選任しなければならない。」と定めている。このような保安体制の設置（主任者の選任）義務を課す法律は電気分野以外にも多くあり、そういった体制を維持するために試験等により資格者（予備軍）を確保する仕組みがよく見られる。このような資格は実際に選任されなければ法律的には意味がないにもかかわらず、資格取得自体が技術者としての個人の能力を示すものとして社会的価値を持ち、電気主任技術者免状の場合にはいわゆる《電気検定》としての意義を持っている。
自家用電気工作物については、設置者が経済産業大臣の許可を受ければ電気工事士等の資格保有者などを主任技術者として選任することができる（許可選任という、電気事業法43条2項）ほか、7000V以下で受電する需要設備等については保安管理業務の委託契約を外部の電気管理技術者又は電気保安法人と締結し、経済産業大臣又は産業保安監督部長の承認を受けることによって主任技術者を直接に選任しないこともできる（外部委託承認という、電気事業法施行規則52条2項）。
- 許可選任の例
  - 第一種電気工事士（試験のみ合格の場合を含む）、工業高校電気科（認定校に限る）の卒業者等は500kW未満の受電設備に限定。
  - 第二種電気工事士等の場合は100kW未満の受電設備に限定。

## 電気主任技術者制度

### 沿革
- 1896年（明治29年） 
  - 電気事業取締規則（明治29年5月9日逓信令第5号）により初めて主任技術者の制度が取り入れられた。当時の主任技術者は現在のような試験により選出されるものではなく、学識経験のある人物が選出されていた。
- 1911年（明治44年） 
  - 電気事業主任技術者資格検定規則（明治44年9月5日逓信省令第27号）が制定され、明治44年10月1日の旧電気事業法（明治44年法律第55号）の施行により、初めて資格検定による電気事業主任技術者の制度が始まった。この規則では制度そのものはその大部分が現在の試験制度と似たようなものとなっていたが、試験科目等は現在とかなり異なっていた。しかしこの制度により学歴のない技術者にも主任技術者になる機会が生まれた。
- 1965年（昭和40年） 
  - 新電気事業法（昭和39年法律第170号）が昭和40年7月1日に施行され、現行の電気主任技術者制度が始まった。当時は法54条に資格の根拠条文が置かれていた。同法附則により、旧法の電気事業主任技術者は、新法の電気主任技術者とみなされた。
- 1995年（平成7年）
  - 電気事業法の大改正が平成7年12月1日に施行され、資格の根拠条文が法44条となった。

### 制度の役割
電気主任技術者（を置く、という）制度には、電気の安定供給や保安の確保という目的で、明治時代その制度発足に当たり、電気技術者の地位の安定化という狙いがあった。当初、学識・学歴経験者（認定取得）のみとしていた資格取得要件は、現在、国家試験という形式で誰にでも開かれている。国家試験は誰でも受験でき、学歴や実務経験を必要としない。
電気事業法による電気工作物の保安規制は、昭和39年の法制定以来、累次の改正が行われてきた。平成7年には、技術進歩による安全実態の向上等を踏まえ、自己責任原則を重視した安全規制の合理化等を基本方針とした規制の見直しを行い、さらに平成11年には、官民の役割分担を見直した合理的な電力安全規制システムの構築を目指した改正が行われた。その考え方は、「設置者等が自らの責任に基づく保安確保への取組を主体的に行うこと」、「国の役割はルールの策定とその遵守状況の監視、事後規制の機動的・効果的な発動に重点をおいたものとすること」等とされ、このような自己責任・自主保安を原則とする枠組みの中核として、電気主任技術者の果たすべき役割が、より重要になっているところである。近年ではメガソーラーや電気自動車の充電スタンド等、資格者が必要な設備が微増傾向にあり需要は多いが、受験者数は横ばいであるため、人口減少による自然減と工業高校からインフラ系に進む者の減少により資格者が減少しており、2045年には需要が多い第三種が4000人ほど不足するという予測がある。第一種と第二種は試験の難易度から資格者が少なく、人材確保が難しいという。このため2022年から第三種の試験を年2回とした他、電気保安業界でもこれまで採用されにくかった実務経験が無い有資格者の採用などに動いている。2023年時点では人手不足が深刻化しており、関東電気保安協会では対策として管理職になっている技術者を現場に派遣しているが、新規の依頼を断っている状態である。
電気設備を設けている事業主は、工事・保守や運用などの保安の監督者として、電気主任技術者選任が法令で義務づけられている。前述のように外部委託も可能であるが、個人事業者である電気管理技術者となるには電気主任技術者免状が必須であり、電気保安法人に雇用される実務者には資格が求められているなど、結局は必要となる資格である。また外部委託ができる施設にも制約がある。

## 電気主任技術者の役割と業務

### 役割
電気主任技術者は保安規程に基づき事業用電気工作物の工事、維持及び運用に関する監督を行う。
ただし水力発電設備（ダム等）についてはダム水路主任技術者の、火力発電設備及び原子力発電の設備（ボイラ、タービン、原子炉等）並びに燃料電池設備の改質器で最高使用圧力が98kPa以上のものについてはボイラー・タービン主任技術者の監督範囲となり、電気主任技術者の監督範囲からは外れる。
電気事業法・第二款の「自主的な保安」により事業用電気工作物を設置する者は、事業用電気工作物の工事、維持及び運用に関する保安を確保するため、経済産業省令で定めるところにより、保安を一体的に確保することが必要な事業用電気工作物の組織ごとに保安規程を定めるとなっており、経済産業大臣に届け出なければならない。又、法42条4項により事業用電気工作物を設置する者及びその従業者は、保安規程を守らなければならないとされている。

### 業務
保安規程には主任技術者の義務が明確に記載され、選任された主任技術者は経済産業省に届出た保安規程の内容に添い、業務を遂行する事となる。
主な業務は以下のようなものがある。
- 法令に基づいて、所管官庁に提出する書類の内容が、電気工作物に係る保安に関係ある場合に参画すること。
- 所管官庁が法令に基づいて行う検査・審査についての立会い。
- 電気工作物の工事、維持及び運用に関する保安の監督の業務を総括するものとする。
- 主任技術者は法令及びこの規程を遵守し、電気工作物の工事、維持及び運用に関する保安の監督の業務を誠実に行う。
- 法定自主検査（使用前自主検査、溶接自主検査、定期自主検査）において、検査の指導・監督を行う。
- 電気工作物の工事、維持又は運用に従事する者に対し、電気工作物の保安に関し必要な知識及び技能の教育を行う。
- 電気工作物の工事、維持又は運用に従事する者に対し、災害その他電気事故が発生した時の措置について年一回以上実地指導訓練を行う。
- 電気工作物の設置、改造等の工事計画を立案するにあたっては、意見を求められた場合に答えること。
- 電気工作物に関する工事の実施に対する監督業務。
- 電気工作物に関する工事が完成した場合について、主任技術者においてこれを検査し、保安上支障ない事を確認する。
- 工事の実施に当たっては、その保安を確保するため別に定める作業心得によって行われなければならない。
- 法令に基づく法定自主検査に関しての監督業務。
- 法令に基づく使用前自主検査に関しての監督業務。
- 電気工作物の保安を確保するための巡視、点検及び測定は別表に定める巡視点検測定。
- 電気工作物の保守業務の指導監督を行う。
- 非常災害発生時において電気工作物に関する保安を確保するための指導監督を行う。

### 資格区分と選任範囲
電気主任技術者免状には以下の区分があり、それぞれ記載した範囲の電気工作物について選任をうけ、電気的設備の工事、維持及び運用に関する保安監督を行う。
第一種電気主任技術者免状
すべての電気工作物
第二種電気主任技術者免状
170,000V未満の電気工作物
第三種電気主任技術者免状
50,000V未満の電気工作物（出力5,000kW以上の発電所を除く）

## 資格取得方法

### 試験
一般財団法人電気技術者試験センターが電気主任技術者試験を全国で実施する。第一種、第二種は年1回（同日）、第三種は年2回行われる。
電気工事士と異なり実技試験は無い。

#### 受験内容等
受験資格
学歴・年齢・性別・国籍などの制限は無い。
試験科目及び出題範囲
第一種・第二種
一次試験4科目（理論、電力、機械、法規）：マークシート（多肢選択）方式
出題範囲
理論：電気理論、電子理論、電気計測及び電子計測
電力：発電所及び変電所の設計及び運転、送電線路及び配電線路（屋内配線を含む。）の設計及び運用並びに電気材料
機械：電気機器、パワーエレクトロニクス、電動機応用、照明、電熱、電気化学、電気加工、自動制御、メカトロニクス並びに電力システムに関する情報伝送及び処理
法規：電気法規（保安に関するものに限る。）及び電気施設管理
二次試験2科目（電力・管理、機械・制御）：記述方式
出題範囲
電力・管理：発電所及び変電所の設計及び運転、送電線路及び配電線路（屋内配線を含む。）の設計及び運用並びに電気施設管理
機械・制御：電気機器、パワーエレクトロニクス、自動制御及びメカトロニクス
第三種
4科目（理論、電力、機械、法規）：マークシート又はCBT（五肢択一）方式
出題範囲
理論：電気理論、電子理論、電気計測及び電子計測
電力：発電所及び変電所の設計及び運転、送電線路及び配電線路（屋内配線を含む。）の設計及び運用並びに電気材料
機械：電気機器、パワーエレクトロニクス、電動機応用、照明、電熱、電気化学、電気加工、自動制御、メカトロニクス並びに電力システムに関する情報伝送及び処理
法規：電気法規（保安に関するものに限る。）及び電気施設管理
受験申込受付期間
第一種・第二種
5月中旬 - 6月上旬頃まで
第三種
上期試験：5月中旬 - 6月上旬頃まで
下期試験：11月中旬 - 下旬頃まで
試験日程
第一種・第二種
一次試験：8月下旬頃
二次試験：11月中旬頃
第三種
上期試験：8月下旬頃
下期試験：3月下旬頃
CBT方式の場合、定められた試験実施期間から受験者が日時を指定して受験する。また、試験実施期間内の範囲であれば科目によって異なる日に受験することも可能である。
受験料
第一種・第二種
13,800円
第三種
7,700円
合格発表日
第一種・第二種
一次試験：10月上旬頃
二次試験：2月上旬頃
第三種
上期試験：10月上旬頃
下期試験：4月下旬頃
CBT方式の場合、受験日の二週間後に結果が確認できるほか、試験終了直後に受験科目の得点が確認できる。

#### 年度別受験者数・合格率等
下表は、一般財団法人電気技術者試験センターが発表した資料を元に、合格率を計算したものである。平成7年度以降は科目別合格制度（科目合格留保制度）があるため、合格率は参考であることに注意されたい。（一種と二種の一次試験及び三種の試験の科目合格は合格年を含めて3年有効。一種と二種の二次試験の受験資格について、一次試験の合格は合格年を含めて2年有効、ただし二次試験に科目別合格制度は無い。）
| 年度           | 一次試験 | 一次試験 | 一次試験 | 二次試験 | 二次試験 | 二次試験 | 一次 × 二次合格率 |
| 年度           | 受験者数 | 合格者数 | 合格率   | 受験者数 | 合格者数 | 合格率   | 一次 × 二次合格率 |
| -------------- | -------- | -------- | -------- | -------- | -------- | -------- | ----------------- |
| 1997（平成09） | 901      | 272      | 30.2%    | 428      | 126      | 29.4%    | 8.9%              |
| 1998（平成10） | 1,108    | 259      | 23.4%    | 432      | 72       | 16.7%    | 3.9%              |
| 1999（平成11） | 1,261    | 335      | 26.6%    | 515      | 47       | 9.1%     | 2.4%              |
| 2000（平成12） | 1,285    | 398      | 31.0%    | 638      | 129      | 20.2%    | 6.3%              |
| 2001（平成13） | 1,328    | 327      | 24.6%    | 591      | 75       | 12.7%    | 3.1%              |
| 2002（平成14） | 1,389    | 332      | 23.9%    | 566      | 53       | 9.4%     | 2.2%              |
| 2003（平成15） | 1,590    | 443      | 27.9%    | 685      | 81       | 11.8%    | 3.3%              |
| 2004（平成16） | 1,627    | 381      | 23.4%    | 694      | 49       | 7.1%     | 1.7%              |
| 2005（平成17） | 1,666    | 219      | 13.1%    | 524      | 66       | 12.6%    | 1.7%              |
| 2006（平成18） | 1,755    | 234      | 13.3%    | 374      | 41       | 11.0%    | 1.5%              |
| 2007（平成19） | 1,651    | 314      | 19.0%    | 481      | 43       | 8.9%     | 1.7%              |
| 2008（平成20） | 1,617    | 353      | 21.8%    | 593      | 118      | 19.9%    | 4.3%              |
| 2009（平成21） | 1,721    | 368      | 21.4%    | 608      | 68       | 11.2%    | 2.4%              |
| 2010（平成22） | 1,715    | 417      | 24.3%    | 680      | 132      | 19.4%    | 4.7%              |
| 2011（平成23） | 1,632    | 441      | 27.0%    | 707      | 60       | 8.5%     | 2.3%              |
| 2012（平成24） | 1,627    | 371      | 22.8%    | 699      | 68       | 9.7%     | 2.2%              |
| 2013（平成25） | 1,624    | 379      | 23.3%    | 641      | 96       | 15.0%    | 3.5%              |
| 2014（平成26） | 1,638    | 337      | 20.6%    | 576      | 75       | 13.0%    | 2.7%              |
| 2015（平成27） | 1,563    | 401      | 25.7%    | 608      | 105      | 17.3%    | 4.4%              |
| 2016（平成28） | 1,519    | 331      | 21.8%    | 581      | 75       | 12.9%    | 2.8%              |
| 2017（平成29） | 1,567    | 363      | 23.2%    | 569      | 86       | 15.1%    | 3.5%              |
| 2018（平成30） | 1,566    | 378      | 24.1%    | 615      | 84       | 13.7%    | 3.3%              |
| 2019（令和元） | 1,566    | 379      | 24.2%    | 598      | 103      | 17.2%    | 4.2%              |
| 2020（令和02） | 1,508    | 759      | 50.3%    | 933      | 134      | 14.4%    | 7.2%              |
| 2021（令和03） | 1,225    | 379      | 30.9%    | 899      | 72       | 8.0%     | 2.5%              |
| 2022（令和04） | 1,436    | 442      | 30.8%    | 685      | 143      | 20.9%    | 6.4%              |
| 2023（令和05） | 1,469    | 485      | 33.0%    | 719      | 129      | 17.9%    | 5.9%              |
| 2024（令和06） | 1,433    | 428      | 29.9%    | 720      | 112      | 15.6%    | 4.6%              |

| 年度           | 一次試験 | 一次試験 | 一次試験 | 二次試験 | 二次試験 | 二次試験 | 一次 × 二次合格率 |
| 年度           | 受験者数 | 合格者数 | 合格率   | 受験者数 | 合格者数 | 合格率   | 一次 × 二次合格率 |
| -------------- | -------- | -------- | -------- | -------- | -------- | -------- | ----------------- |
| 1997（平成09） | 5,078    | 1,666    | 32.8%    | 2,331    | 603      | 25.9%    | 8.5%              |
| 1998（平成10） | 5,704    | 1,944    | 34.1%    | 2,807    | 440      | 15.7%    | 5.4%              |
| 1999（平成11） | 6,010    | 2,026    | 33.7%    | 3,169    | 367      | 11.6%    | 3.9%              |
| 2000（平成12） | 6,339    | 1,837    | 29.0%    | 3,127    | 476      | 15.2%    | 4.4%              |
| 2001（平成13） | 6,889    | 1,931    | 28.0%    | 3,023    | 370      | 12.2%    | 3.4%              |
| 2002（平成14） | 7,405    | 1,855    | 25.1%    | 2,993    | 641      | 21.4%    | 5.4%              |
| 2003（平成15） | 7,772    | 1,769    | 22.8%    | 2,731    | 480      | 17.6%    | 4.0%              |
| 2004（平成16） | 7,536    | 1,777    | 23.6%    | 2,702    | 303      | 11.2%    | 2.6%              |
| 2005（平成17） | 7,127    | 1,581    | 22.2%    | 2,551    | 545      | 21.4%    | 4.8%              |
| 2006（平成18） | 7,038    | 1,523    | 21.6%    | 2,285    | 295      | 12.9%    | 2.8%              |
| 2007（平成19） | 6,832    | 1,222    | 17.9%    | 2,156    | 245      | 11.4%    | 2.0%              |
| 2008（平成20） | 6,693    | 1,572    | 23.5%    | 2,251    | 675      | 30.0%    | 7.1%              |
| 2009（平成21） | 6,743    | 1,805    | 26.8%    | 2,490    | 255      | 10.2%    | 2.7%              |
| 2010（平成22） | 6,786    | 1,549    | 22.8%    | 2,636    | 411      | 15.6%    | 3.6%              |
| 2011（平成23） | 6,659    | 1,047    | 15.7%    | 1,942    | 219      | 11.3%    | 1.8%              |
| 2012（平成24） | 7,034    | 1,748    | 24.9%    | 2,249    | 304      | 13.5%    | 3.4%              |
| 2013（平成25） | 6,452    | 1,550    | 24.0%    | 2,503    | 282      | 11.3%    | 2.7%              |
| 2014（平成26） | 6,676    | 1,595    | 23.9%    | 2,443    | 350      | 14.3%    | 3.4%              |
| 2015（平成27） | 6,418    | 1,557    | 24.3%    | 2,406    | 297      | 12.3%    | 3.0%              |
| 2016（平成28） | 6,521    | 1,456    | 22.3%    | 2,364    | 459      | 19.4%    | 4.3%              |
| 2017（平成29） | 6,570    | 1,737    | 26.4%    | 2,435    | 329      | 13.5%    | 3.6%              |
| 2018（平成30） | 6,631    | 1,600    | 24.1%    | 2,624    | 381      | 14.5%    | 3.5%              |
| 2019（令和元） | 6,915    | 1,633    | 23.6%    | 2,513    | 574      | 22.8%    | 5.4%              |
| 2020（令和02） | 6,235    | 1,695    | 27.2%    | 2,512    | 701      | 27.9%    | 7.6%              |
| 2021（令和03） | 5,979    | 1,539    | 25.7%    | 2,407    | 413      | 17.2%    | 4.4%              |
| 2022（令和04） | 6,189    | 2,178    | 35.2%    | 2,904    | 698      | 24.0%    | 8.5%              |
| 2023（令和05） | 6,318    | 1,545    | 24.5%    | 2,682    | 474      | 17.7%    | 4.3%              |
| 2024（令和06） | 7,479    | 2,159    | 28.9%    | 2,922    | 553      | 18.9%    | 5.5%              |

| 年度           | 受験者数 | 合格者数 | 合格率 |
| -------------- | -------- | -------- | ------ |
| 1985（昭和60） | 20,788   | 2,343    | 11.3%  |
| 1986（昭和61） | 20,584   | 2,201    | 10.7%  |
| 1987（昭和62） | 22,248   | 2,232    | 10.0%  |
| 1988（昭和63） | 22,312   | 2,778    | 12.5%  |
| 1989（平成元） | 21,269   | 2,371    | 11.1%  |
| 1990（平成02） | 20,609   | 2,548    | 12.4%  |
| 1991（平成03） | 20,565   | 3,195    | 15.5%  |
| 1992（平成04） | 23,021   | 3,334    | 14.5%  |
| 1993（平成05） | 24,323   | 3,490    | 14.3%  |
| 1994（平成06） | 28,548   | 3,903    | 13.7%  |
| 1995（平成07） | 39,077   | 4,160    | 10.6%  |
| 1996（平成08） | 51,895   | 8,646    | 16.7%  |
| 1997（平成09） | 59,025   | 7,982    | 13.5%  |
| 1998（平成10） | 54,386   | 5,804    | 10.7%  |
| 1999（平成11） | 52,358   | 6,238    | 11.9%  |
| 2000（平成12） | 55,767   | 6,703    | 12.0%  |
| 2001（平成13） | 53,446   | 6,490    | 12.1%  |
| 2002（平成14） | 53,804   | 4,364    | 8.1%   |
| 2003（平成15） | 51,480   | 5,336    | 10.4%  |

| 年度           | 受験者数 | 合格者数 | 合格率 |
| -------------- | -------- | -------- | ------ |
| 2004（平成16） | 44,661   | 3,851    | 8.6%   |
| 2005（平成17） | 42,390   | 4,831    | 11.4%  |
| 2006（平成18） | 41,133   | 4,416    | 10.7%  |
| 2007（平成19） | 40,608   | 3,647    | 9.0%   |
| 2008（平成20） | 40,140   | 4,361    | 10.9%  |
| 2009（平成21） | 47,593   | 4,558    | 9.6%   |
| 2010（平成22） | 50,794   | 3,639    | 7.2%   |
| 2011（平成23） | 48,864   | 2,674    | 5.5%   |
| 2012（平成24） | 49,452   | 2,895    | 5.9%   |
| 2013（平成25） | 49,575   | 4,311    | 8.7%   |
| 2014（平成26） | 48,681   | 4,102    | 8.4%   |
| 2015（平成27） | 45,311   | 3,502    | 7.7%   |
| 2016（平成28） | 46,552   | 3,980    | 8.5%   |
| 2017（平成29） | 45,720   | 3,698    | 8.1%   |
| 2018（平成30） | 42,976   | 3,918    | 9.1%   |
| 2019（令和元） | 41,543   | 3,879    | 9.3%   |
| 2020（令和02） | 39,010   | 3,836    | 9.8%   |
| 2021（令和03） | 37,765   | 4,357    | 11.5%  |

| 年度           | 上期     | 上期     | 上期   | 下期     | 下期     | 下期   | 年間（上期+下期） | 年間（上期+下期） | 年間（上期+下期） |
| 年度           | 受験者数 | 合格者数 | 合格率 | 受験者数 | 合格者数 | 合格率 | 受験者数          | 合格者数          | 合格率            |
| -------------- | -------- | -------- | ------ | -------- | -------- | ------ | ----------------- | ----------------- | ----------------- |
| 2022（令和04） | 33,786   | 2,793    | 8.3%   | 28,785   | 4,514    | 15.7%  | 62,571            | 7,307             | 11.7%             |
| 2023（令和05） | 28,168   | 4,683    | 16.6%  | 24,567   | 5,211    | 21.2%  | 52,735            | 9,894             | 18.8%             |
| 2024（令和06） | 25,416   | 4,064    | 16.0%  | 24,547   | 4,117    | 16.8%  | 49,963            | 8,181             | 16.4%             |

試験制度の変遷
- 1911年（明治44年） 旧電気事業法に基づく電気事業主任技術者資格検定試験が開始した。
- 1965年（昭和40年） 新電気事業法に基づく現行の電気主任技術者試験が開始した。
- 1985年（昭和60年） 電気技術者試験センターが三種の指定試験機関となり、本年より試験事務を開始した。
- 1995年（平成7年） 試験制度が大幅に変更され、それまで6科目2日制だった一種と二種の一次試験及び三種の試験が4科目1日制となった。また、科目合格制度が出来た。一種と二種の口述二次試験が廃止され、筆記二次試験が導入された。
- 1998年（平成9年） 電気技術者試験センターが三種に加え一種と二種の指定試験機関となり、本年より試験事務を開始した。
- 2003年（平成15年） 三種の試験において、普通電卓の使用が認められた。
- 2004年（平成16年） 一種と二種の試験において、それまで認められていた関数電卓の使用が禁止され、普通電卓のみ使用可能となった。また、すべての試験で計算尺の使用が禁止された。
- 2022年（令和4年） - 三種の試験が上期（8月）と下期（翌年3月）の年2回実施となった。
- 2023年（令和5年） - 三種の試験にCBT方式が導入された。なお、CBT方式の合格基準は、試験問題により異なる。従来の筆記（マークシート）方式も並行して実施される。また、科目によってCBT方式、筆記方式を分けることはできない。

電気主任技術者試験委員会委員
毎年、国家試験の終了後に、試験問題の作成等に関わった電気主任技術者試験委員会委員が公開されている。委員には、大学教員、研究機関の職員、電気保安法人関係者、電力会社関係者、電機機器メーカー社員、業界団体関係者、工業高等高校や高等専門学校の教員（三種）などが就任している。

### 認定
工業高校の電気科（三種認定）、高等専門学校・専修学校（専門課程）・短期大学の電気工学科（二種認定）、また大学の工学部電気工学科（一種認定）などの認定校において指定された単位を取得して卒業し、法令に定められた実務経験を積めば、国家試験や講習を受けることなく免状を取得できる認定制度がある。資格審査は実務経験年数と単位取得数に基づき経済産業省によって行われる。

#### 必要な取得科目
免状交付に必要な単位科目は、下記の通りとなっている。
電気・電子工学等の基礎
- 電気磁気学
- 電気回路理論
- 電子回路理論
- 電子工学
- 電気計測または電子計測
- システム基礎論
- 電気電子物性

電気基礎実験、電子実験
- 電気基礎実験
- 電子実験

発電、変電、送電、配電、電気材料等
- 発電工学・発電用原動機に関するもの
- 変電工学
- 送電工学
- 配電工学
- 電気材料

高電圧工学
- エネルギー変換工学
- システム工学

電気応用実験、電気実習
- 電気応用実験
- 電気実習

電気製図
- 電気製図

電気・電子機器、自動制御、電気エネルギーの利用、情報伝送・処理等
- 電気機器学
- パワーエレクトロニクス
- 自動制御または制御工学
- 電動機応用
- 照明
- 電気加工（放電加工を含む）
- 電熱
- メカトロニクス
- 電気化学変換
- 電気光変換
- 情報伝送・処理
- 電子計算機

電気応用実験、電気実習
- 電気応用実験
- 電気実習
- 電子実習

電気・電子機器設計、製図
- 電気機器設計
- 自動設計製図（CAD）
- 電子回路設計
- 電子製図

電気法規・電気施設管理
- 電気法規・電気施設管理

#### 必要な実務経験
第一種電気主任技術者
1. 学校教育法（昭和22年法律第26号）による大学（短期大学を除く。以下同じ。）若しくはこれと同等以上の教育施設であって、経済産業大臣の認定を受けたものの電気工学に関する学科において、第7条第1項各号の科目を修めて卒業（大学院においては修了。以下同じ）した者
2. 1に掲げる者以外の者であって、第2種電気主任技術者免状の交付を受けている者

電圧5万ボルト以上の電気工作物の工事、維持又は運用の実務経験を必要とし、学歴取得の場合は卒業前の経験年数の2分の1と卒業後の経験年数との和が5年以上、第2種電気主任技術者免状による取得は交付を受けた後5年以上の実務経験を必要とする。
第二種電気主任技術者
1. 学校教育法による大学若しくはこれと同等以上の教育施設であって、経済産業大臣の認定を受けたものの電気工学に関する学科において、第7条第1項各号の科目を修めて卒業した者
2. 学校教育法による短期大学若しくは高等専門学校又はこれらと同等以上の教育施設であって、経済産業大臣の認定を受けたものの電気工学に関する学科において、第7条第1項各号の科目を修めて卒業した者
3. 2に掲げる者以外の者であって第3種電気主任技術者免状の交付を受けている者

電圧1万ボルト以上の電気工作物の工事、維持又は運用の実務経験を必要とし、学歴取得の場合は卒業前の経験年数の2分の1と卒業後の経験年数との和が上記1の場合は3年・上記2の場合は5年以上の、第3種電気主任技術者免状による取得は交付を受けた後5年以上実務経験を必要とする。
第三種電気主任技術者
1. 学校教育法による大学若しくはこれと同等以上の教育施設であって、経済産業大臣の認定を受けたものの電気工学に関する学科において、第7条第1項各号の科目を修めて卒業した者
2. 学校教育法による短期大学若しくは高等専門学校又はこれらと同等以上の教育施設であって、経済産業大臣の認定を受けたものの電気工学に関する学科において、第7条第1項各号の科目を修めて卒業した者
3. 学校教育法による高等学校又はこれと同等以上の教育施設であって、経済産業大臣の認定を受けたものの電気工学に関する学科において、第7条第1項各号の科目を修めて卒業した者

電圧500ボルト以上の電気工作物の工事、維持又は運用の実務経験を必要とし、学歴取得の場合は卒業前の経験年数の2分の1と卒業後の経験年数との和が上記1の場合は1年・上記2の場合は2年以上・上記3の場合は3年以上の実務経験を必要とする。
認定制度においては、免状交付申請の際、実務経歴証明書の内容に虚偽の記載がされる場合もあり、適正な審査が求められる。

### 資格取得者数
現行制度が始まった1965年（昭和40年）以降の資格取得者数を記す。なお、試験による場合は、合格した年度に免状を取得したものとみなしている。
| 年度           | 第一種 | 第一種 | 第二種 | 第二種 | 第三種 | 第三種 |
| 年度           | 試験   | 認定   | 試験   | 認定   | 試験   | 認定   |
| -------------- | ------ | ------ | ------ | ------ | ------ | ------ |
| 1965（昭和40） | 23     | 164    | 50     | 99     | 1438   | 29     |
| 1966（昭和41） | 4      | 426    | 144    | 1365   | 1022   | 1100   |
| 1967（昭和42） | 8      | 461    | 203    | 1434   | 1711   | 4257   |
| 1968（昭和43） | 7      | 320    | 203    | 861    | 1630   | 2269   |
| 1969（昭和44） | 6      | 215    | 187    | 691    | 1948   | 2948   |
| 1970（昭和45） | 4      | 286    | 157    | 906    | 2116   | 3220   |
| 1971（昭和46） | 4      | 317    | 143    | 892    | 1445   | 3477   |
| 1972（昭和47） | 14     | 407    | 143    | 967    | 1766   | 3894   |
| 1973（昭和48） | 15     | 331    | 153    | 863    | 1994   | 3990   |
| 1974（昭和49） | 15     | 291    | 92     | 687    | 1534   | 3067   |
| 1975（昭和50） | 9      | 433    | 177    | 979    | 1013   | 4279   |
| 1976（昭和51） | 6      | 282    | 189    | 791    | 2995   | 2820   |
| 1977（昭和52） | 18     | 269    | 138    | 640    | 1439   | 2844   |
| 1978（昭和53） | 1      | 250    | 160    | 557    | 1347   | 3251   |
| 1979（昭和54） | 14     | 261    | 176    | 509    | 1035   | 2187   |
| 1980（昭和55） | 3      | 184    | 230    | 542    | 1952   | 2209   |
| 1981（昭和56） | 9      | 212    | 236    | 303    | 2469   | 1144   |
| 1982（昭和57） | 6      | 290    | 195    | 829    | 3442   | 2785   |
| 1983（昭和58） | 5      | 221    | 177    | 500    | 2162   | 1777   |
| 1984（昭和59） | 10     | 161    | 207    | 436    | 2157   | 1511   |
| 1985（昭和60） | 9      | 168    | 101    | 519    | 2343   | 1750   |
| 1986（昭和61） | 7      | 97     | 121    | 457    | 2201   | 1354   |
| 1987（昭和62） | 15     | 95     | 108    | 417    | 2232   | 1338   |
| 1988（昭和63） | 23     | 131    | 135    | 340    | 2778   | 1006   |

| 年度           | 第一種 | 第一種 | 第二種 | 第二種 | 第三種 | 第三種 |
| 年度           | 試験   | 認定   | 試験   | 認定   | 試験   | 認定   |
| -------------- | ------ | ------ | ------ | ------ | ------ | ------ |
| 1989（平成元） | 17     | 230    | 140    | 520    | 2371   | 1229   |
| 1990（平成02） | 8      | 173    | 104    | 432    | 2548   | 1355   |
| 1991（平成03） | 13     | 229    | 136    | 454    | 3195   | 1162   |
| 1992（平成04） | 24     | 194    | 156    | 533    | 3334   | 1231   |
| 1993（平成05） | 26     | 187    | 191    | 464    | 3490   | 1164   |
| 1994（平成06） | 30     | 208    | 191    | 557    | 3903   | 992    |
| 1995（平成07） | 54     | 211    | 313    | 446    | 4160   | 1371   |
| 1996（平成08） | 63     | 284    | 597    | 854    | 8646   | 1112   |
| 1997（平成09） | 126    | 60     | 603    | 149    | 7982   | 1376   |
| 1998（平成10） | 72     | 330    | 440    | 989    | 5804   | 1252   |
| 1999（平成11） | 47     | 140    | 367    | 676    | 6238   | 1394   |
| 2000（平成12） | 129    | 140    | 476    | 515    | 6703   | 1074   |
| 2001（平成13） | 75     | 118    | 370    | 497    | 6490   | 931    |
| 2002（平成14） | 53     | 93     | 641    | 527    | 4364   | 879    |
| 2003（平成15） | 81     | 143    | 480    | 614    | 5336   | 1064   |
| 2004（平成16） | 49     | 103    | 303    | 539    | 3851   | 1035   |
| 2005（平成17） | 66     | 110    | 545    | 546    | 4831   | 831    |
| 2006（平成18） | 41     | 119    | 295    | 475    | 4416   | 696    |
| 2007（平成19） | 43     | 93     | 245    | 416    | 3647   | 632    |
| 2008（平成20） | 118    | 100    | 675    | 537    | 4361   | 718    |
| 2009（平成21） | 68     | 83     | 255    | 493    | 4558   | 651    |
| 2010（平成22） | 132    | 85     | 411    | 487    | 3639   | 677    |
| 2011（平成23） | 60     | ―      | 219    | ―      | 2674   | ―      |
| 2012（平成24） | 68     | 101    | 304    | 469    | 2895   | 632    |

## 他資格の受験資格等
電気主任技術者の資格保有者が受験（受講）可能、または、免除される他の資格試験（科目）
- 弁理士（二次・選択科目免除） - 一種・二種
- 社会保険労務士 (受験資格)  - 一種・二種
- 建築設備士（受験資格） - 実務経験2年必要。建築設備士は一級建築士試験の受験も可能
- 建築物環境衛生管理技術者（受講資格） - 一種・二種は実務経験1年、三種は実務経験2年
- 第一種電気工事士（資格取得） - 実務経験のみ無試験による取得の場合、免状交付後実務経験5年
- 第一種・第二種電気工事士（筆記試験免除） - 試験による取得の場合
- 認定電気工事従事者（受講資格）
- 1級電気工事施工管理技士（受験資格） - 実務経験6年
- 2級電気工事施工管理技士（受験資格） - 実務経験1年
- 甲種消防設備士（受験資格、試験の一部免除）
- 消防設備点検資格者（受講資格）
- 職業訓練指導員 (送配電科) ・ 職業訓練指導員 (電気科)（受験資格）
- 陸上自衛隊技術陸曹（受験資格） - 三種
- 海上自衛隊技術海曹（受験資格） - 一種、二種、三種
- 航空自衛隊技術空曹（受験資格） - 一種、二種、三種
- 予備自衛官補技能公募部門（受験資格） - 一種、二種、三種
- 労働安全コンサルタント（受験資格、試験の一部免除） - 一種
- 東京都公害防止管理者(受講資格)